# 日本スイス・パーフェクション
株式会社日本スイス・パーフェクションは、東京都渋谷区に本社を置く化粧品販売企業。事業内容は、スイスの高級化粧品ブランド、「スイス・パーフェクション」化粧品の輸入、販売および販売代理業である。
リゾートトラスト株式会社の子会社であり、「スイス・パーフェクション」化粧品を大阪髙島屋・日本橋髙島屋で販売している。